# Уорд Кънингам
Уорд Кънингам (на английски: Howard G. „Ward“ Cunningham) е компютърен програмист и създател на концепцията уики (wiki).
Роден на 26 май 1949 г., той получава магистратура по компютърни науки в университета Пърдю (Purdue University), щат Индиана, Съединени щати.
Създава първия уики-сайт, т.нар. Portland Pattern Repository, през 1993 г. Сайтът, който все още работи в мрежата, цели развитието на „хора, проекти и полезни примери“ и се счита за „неофициална история на идеи за програмиране“. Кънингам твърди, че идеята за уики му идва още през 80-те години.
Заедно с Бо Лойф пише книгата „Пътят на уики“ (The Wiki Way, англ.) през 2001 г.
Уорд Кънингам създава фирмата Cunningham & Cunningham, Inc. Също е служил като директор на разработването в Wyatt Software и като главен инженер в лабораторията за компютърни проучвания към фирмата Tektronix. Уорд също така е добре известен с приноса си към развитието на обектно-ориентираното програмиране. От декември 2003 г. до есента на 2005 г. работи в Microsoft. От октомври 2005 по 2007 г. е директор на фонда Eclipse Foundation. От 2007 г. е главен инженер на компанията AboutUs.
Уорд Кънингам живее в Портланд, щата Орегон, САЩ.

## Закон на Кънингам
На Уорд се приписва мисълта: „Най-добрият начин да се получи правилен отговор в интернет не е да се задава въпрос, а да се публикува грешен отговор“. Това се отнася до наблюдението, че хората са по-бързи, за да поправят грешен отговор, отколкото да отговорят на въпрос.